# John Yonge Akerman
John Yonge Akerman (1806 – 1873) è stato un numismatico e antiquario britannico.

## Biografia
Akerman nacque nello Wiltshire. Da giovane fu segretario di William Cobbett; nel 1838 entrò alla London and Greenwich Railway; quindi fu segretario di Lord Albert Conyngham (in seguito Lord Londesborough).
Nel gennaio 1834 Akerman divenne membro della Society of Antiquaries of London.
Divenne noto abbastanza presto per i suoi studi favoriti, poiché aveva dato fondato il Numismatic Journal nel 1836. Nella prima riunione della Numismatic Society of London Akerman fu eletto segretario assieme a Isaac Cullimore, mentre l'astronomo John Lee fu eletto presidente.
Nell'autunno del 1848 divenne segretario aggiunto della Society of Antiquaries of London, con sir Henry Ellis e cinque anni dopo segretario unico. Tenne l'incarico fino al 1860, quando la salute incerta lo costrinse a lasciare l'incarico assieme alla direzione di Archæologia.
Akerman pubblicò una considerevole quantità di lavori nel suo particolare campo di interesse, la numismatica. Alcuni dei suoi testi sono ancora disponibili in copie anastatiche.
Scrisse anche un Glossary of Words used in Wiltshire (1842); Wiltshire Tales, che illustrano il dialetto della sua regione nativa (1853); e Remains of Pagan Saxondom (1855).

## Pubblicazioni scelte
- Catalogue of Roman Coins (1839)
- Numismatic Manual (1840)
- Roman Coins relating to Britain (1844)
- Ancient Coins--Hispania, Gallia, Britannia (1846)
- Numismatic Illustrations of the New Testament (1846)